# Dudu Paraíba
Dudu Paraíba (Carlos Eduardo de Souza Tomé; * 11. März 1985 in Mari, Paraíba, Brasilien) ist ein brasilianischer Fußballspieler.

## Karriere
Dudu Paraíba spielte in Brasilien für Botafogo FC aus João Pessoa, Paraíba, bevor er 2002 zu EC Vitória und 2007 zu Avaí FC wechselte. Er spielte von 2007 bis 2008 in Bulgarien für Marek Dupniza und Litex Lowetsch. Im Sommer 2009 wechselte er nach Polen zum damaligen Zweitligisten Widzew Łódź. Mit Widzew Łódź schaffte er sofort den Aufstieg in die Ekstraklasa. Nach der Saison 2011/12 lösten Dudu Paraíba und Widzew Łódź den noch laufenden Vertrag vorzeitig in beiderseitigem Einvernehmen auf. Ende Juli 2012 unterschrieb er dann einen Vertrag beim mexikanischen Zweitligisten Lobos de la BUAP. Dann folgten drei Spielzeiten bei Śląsk Wrocław, 2016 schloss er sich für zwölf Monate Aris Limassol an und wechselte dann in seine Heimat Brasilien zu UR Trabalhadores. Seit dem Sommer 2018 spielt er erneut in Polen, dieses Mal für Zweitligist Odra Opole.

## Erfolge
- Bulgarischer Pokalsieger: 2008, 2009
- Teilnahme am UEFA Cup mit Litex Lowetsch
- Aufstieg in die polnische Ekstraklasa: 2010